# Splendoare în iarbă
Splendoare în iarbă (în engleză Splendor in the Grass) este un film american de dragoste din 1961, care relatează o poveste de dragoste, de reprimare a instinctelor sexuale, de despărțire și de tulburări maniaco-depresive (de care suferă personajul Deanie). Cu un scenariu scris de William Inge, care apare în film ca un pastor protestant și câștigător al Premiului Oscar pentru cel mai bun scenariu original (1962), filmul a fost regizat de Elia Kazan.

## Rezumat
Acțiunea filmului are loc în anul 1928 în statul american Kansas. Wilma Dean "Deanie" Loomis (Natalie Wood) este o adolescentă care urmează  sfaturile mamei sale de a rezista dorinței de a face sex cu prietenul ei, Bud Stamper (Warren Beatty), fiul celei mai prospere familii din oraș. În schimb, Bud ascultă fără tragere de inimă sfaturile tatălui său, Ace (Pat Hingle), care îi sugerează să găsească un alt gen de fete pentru a-și satisface dorințele.
Părinții lui Bud sunt dezamăgiți și rușinați că sora lui mai mare, Ginny (Barbara Loden), o flapper și o fată ahtiată după petreceri care are o viață sexuală promiscue, fumează, bea, a făcut un avort (sau "una din acele intervenții chirurgicale îngrozitoare" după cum spune mama lui Deanie) și a avut o căsătorie anulată, așa că ei își "pun toate speranțele" în Bud, presându-l să urmeze Universitatea Yale.
Bud își găsește o fată care este dispusă să aibă o relație sexuală cu el; atunci când Deanie află, ea este adusă aproape de nebunie și internată într-un azil. Părinții ei trebuie să-și vândă acțiunile pentru a plăti întreținerea ei, chiar înainte de Marea criză economică. Familia lui Bud își pierde averea în urma crahului bursier din 1929, ceea ce duce la sinuciderea tatălui. Ginny moare într-un accident de automobil, mama lui locuiește în apropiere în mizerie, iar Bud devine fermier, după cum își dorea, dar tatăl său îl împiedicase din cauza aspirațiile pe care le nutrea pentru el.
În scena finală, Deanie, ieșită din azil după doi ani și șase luni, merge să se întâlnească cu Bud. El este căsătorit acum cu Angelina (Zohra Lampert), fiica unor imigranți italieni; el și soția sa, pe care a întâlnit-o în timp ce respecta dorința tatălui său de a studia la Yale, au un copil mic și așteaptă un altul. După scurta lor întrevedere, Deanie și Bud înțeleg că trebuie să-și continue viața separat, Deanie urmând să se căsătorească cu un medic din Cincinnati, pe care l-a cunoscut la azil.

## Distribuție
- Natalie Wood - Wilma Dean "Deanie" Loomis
- Warren Beatty - Bud Stamper
- Pat Hingle - Ace Stamper
- Joanna Roos - doamna Stamper
- Audrey Christie - doamna Loomis
- Fred Stewart - Del Loomis
- Barbara Loden - Ginny Stamper
- Zohra Lampert - Angelina
- John McGovern - Doc Smiley
- Jan Norris - Juanita Howard
- Martine Bartlett - domnișoara Metcalf
- Gary Lockwood - Allen "Toots" Tuttle
- Sandy Dennis - Kay
- Crystal Field - Hazel
- Marla Adams - June

## Producție
Filmul se bazează pe oamenii pe care scenaristul William Inge i-a cunoscut în timpul copilăriei sale în Kansas în anii 1920. El i-a povestit acele întâmplări regizorului Elia Kazan când au lucrat la producția piesei The Dark at the Top of the Stairs a lui Inge, în 1957. Ei au fost de acord că s-ar putea face un film bun și au vrut să lucreze la el. Inge a scris mai întâi un roman, apoi l-a transformat în scenariu.
Titlul filmului este luat dintr-un vers din poemul "Ode: Intimations of Immortality from Recollections of Early Childhood" al poetului William Wordsworth:
What though the radiance which was once so bright
Be now for ever taken from my sight,
Though nothing can bring back the hour
Of splendour in the grass, of glory in the flower;
We will grieve not, rather find
Strength in what remains behind...
Scenele din Kansas și de la casa familiei Loomis au fost filmate în secțiunea Travis a Staten Island, New York City. Scenele de exterior de la liceu au fost filmate la Horace Mann School din Bronx. Clădirile în stil gotic din North Campus al The City College of New York imită clădirile Universității Yale din New Haven.
Sandy Dennis și-a făcut debutul pe marele ecran, într-un rol mic de colegă de clasă a lui Deanie.

## Premii
La ceremonia de decernare a Premiilor Oscar din 1962, Inge a câștigat un Oscar pentru cel mai bun scenariu original; Wood a fost nominalizată pentru cea mai bună actriță, dar a pierdut în fața Sophiei Loren din Two Women.
Filmul a fost clasificat pe locul 50 pe lista celor mai bune 50 de filme cu liceeni întocmită de Entertainment Weekly.

## Remake
Un remake cu același nume după Splendoare în iarbă a fost realizat în 1981 pentru televiziune, cu Melissa Gilbert, Cyril O'Reilly și Michelle Pfeiffer.

## Vezi și
- Listă de filme străine până în 1989